# ترنوواتس (کنگاژواتس)
ترنوواتس (به صربی: Trnovac) یک منطقهٔ مسکونی در صربستان است که در کنگاژواتس واقع شده‌است. ترنوواتس ۲۲۷ نفر جمعیت دارد.